# Epeolus productus
Epeolus productus là một loài Hymenoptera trong họ Apidae. Loài này được Bischoff mô tả khoa học năm 1930.